# یاریکتاش
یاریکتاش (به لاتین: Yaryktash) یک منطقهٔ مسکونی در قرقیزستان است که در استان جلال‌آباد واقع شده‌است.